# Сыроежка сардониксовая
Сыроежкой желтеющей также называют сыроежку девичью (Russula puellaris).
Сырое́жка острое́дкая, желте́ющая или сардо́никсовая (лат. Rússula sardónia) — вид грибов, включённый в род Сыроежка (Russula) семейства Сыроежковые (Russulaceae).

## Описание
Шляпка достигает 3,5—10 см в диаметре, сначала выпуклая, затем уплощённая и слабо вдавленная. Окраска фиолетово-красная или красно-коричневая, редко зеленоватая или зеленовато-жёлтая (f. viridis), жёлто-коричневая (f. mellina). Кожица почти не снимается.
Пластинки довольно частые, приросшие к ножке или немного нисходящие на неё, лимонно-кремовые, затем ярко жёлтые.
Ножка обычно веретеновидная, реже цилиндрическая, у старых грибов иногда губчатая, обычно с заметным лиловым, фиолетовым или сиренево-розовым оттенком, редко белая.
Мякоть крепкая, желтоватая, особенно близко к поверхности, со слабым фруктовым запахом и сильным едким вкусом.
Споровый порошок светло-охристого цвета. Споры 7—9×6—8 мкм, яйцевидные, бородавчатые, со слабо развитой сеточкой. Пилеоцистиды цилиндрические или веретеновидные.
Сыроежка остроедкая считается несъедобным из-за горького вкуса грибом. В сыром виде может вызвать лёгкое желудочно-кишечное отравление.

## Сходные виды
Основные отличительные признаки сыроежки остроедкой — позднее появление, ярко-жёлтые с возрастом пластинки, сильный едкий вкус и красная реакция на нашатырный спирт.
- Russula fuscorubra (Bres.) Singer, 1973 Russula fuscorubroides Bon, 1975 и Russula queletii Fr., 1872 произрастают под другими хвойными деревьями.
- Russula torulosa Bres., 1929 также произрастает под сосной, отличается беловатой мякотью, сильным яблочным запахом и бледно окрашенной ножкой.

## Экология
Вид распространён в Европе, произрастает исключительно под сосной в хвойных и смешанных лесах, образуя микоризу с этим деревом.

## Таксономия

### Синонимы
- Russula chrysodacryon Singer, 1923
- Russula chrysodacryon f. viridis Singer, 1932
- Russula confertissima Kucera, 1929
- Russula drimeia Cooke, 1881
- Russula drimeia f. leucopes (Nicolaj) Bidaux, 1996
- Russula drimeia f. mellina (Melzer) Bon, 1986
- Russula drimeia f. viridis (Singer) Bon, 1986
- Russula drimeia var. flavovirens Rea, 1932
- Russula drimeia var. pseudorhodopoda (Romagn.) Bon, 1986
- Russula emetica var. sardonia (Fr.) Quél., 1888
- Russula emeticiformis Murrill, 1938
- Russula expallens Gillet, 1884
- Russula rosacea var. sardonia (Fr.) Bataille, 1908
- Russula sanguinea subsp. sardonia (Fr.) Jul.Schäff., 1933